# Herb gminy Wałcz
Herb gminy Wałcz – jeden z symboli gminy Wałcz.

## Wygląd i symbolika
Herb przedstawia na tarczy w polu błękitnym trzy złote snopy zboża, odwrócone kłosami do dołu.